# Wire in the Blood
Wire In The Blood es una serie de televisión de ITV, basada en personajes creados por Val McDermid, los cuales son un psicólogo clínico, el Dr. Anthony "Tony" Valentine Hill (Robson Green), con una Inspectora Detective, originalmente Carol Jordan (Hermione Norris) pero posteriormente reemplazada por la Inspectora Detective Alex Fielding (Simone Lahbib) desde la cuarta temporada en adelante.
Sólo los primeros dos episodios de la primera temporada, "Mermaids Singing" y "Shadows Rising", están basados en los libros de McDermid, y el resto está escritos por otros autores. Sin embargo, el segundo episodio de la cuarta temporada, "Torment", es una adaptación de la novela de McDermid "The Torment of Others". La serie es emitida en Estados Unidos por el canal BBC America, en México por Canal 22, en Australia por ABC, en Francia por NT1, en Finlandia por TV 1, en Alemania por ZDF, en Argentina y Brasil por HBO y en el sureste de Asia por Hallmark Channel.
El título de la serie fue tomado de una de las novelas de McDermid, pero su origen es de un verso del poema de T. S. Eliot Burnt Norton, uno de los Four Quartets. Muchas otras de las novelas de McDermid usan también frases de Eliot, incluyendo la historia utilizada para el primer episodio de la serie. Tanto los nombres de este como del primer episodio de la cuarta temporada están basados en The Love Song of J. Alfred Prufrock.

## Argumento
La serie se lleva a cabo en la ciudad ficticia de Bradfield, presumiblemente ubicada en West Yorkshire. Sin embargo, la filmación se realiza en la ciudad y en los suburbios de Newcastle upon Tyne y Northumberland. Por lo general, en cada episodio aparece un asesino serial.

## Personajes
| Personaje                                                      | Actor           | Papel (es)           | Duración    |
| -------------------------------------------------------------- | --------------- | -------------------- | ----------- |
| Dr. Anthony "Tony" Valentine Hill                              | Robson Green    | Psicólogo clínico    | 1x01-       |
| Dr. Anthony "Tony" Valentine Hill                              | Robson Green    | Psicólogo clínico    | 2002-       |
| Carol Jordan                                                   | Hermione Norris | Inspectora Detective | 1x01 - 3x04 |
| Carol Jordan                                                   | Hermione Norris | Inspectora Detective | 2002 - 2005 |
| Alex Fielding                                                  | Simone Lahbib   | Inspectora detective | 4x01 - 6x03 |
| Alex Fielding                                                  | Simone Lahbib   | Inspectora detective | 2006 - 2008 |
| Susannah Granger                                               | Nicola Walker   | Inspectora Detective | 6x05 -      |
| Susannah Granger                                               | Nicola Walker   | Inspectora Detective | 2008 -      |
| Kevin Geoffries (nombrado en los libros como 'Kevin Matthews') | Mark Letheren   | Sargento Detective   | 1x01 -      |
| Kevin Geoffries (nombrado en los libros como 'Kevin Matthews') | Mark Letheren   | Sargento Detective   | 2002 -      |
| Paula McIntyre                                                 | Emma Handy      | Policía Detective    | 2x01 -      |
| Paula McIntyre                                                 | Emma Handy      | Policía Detective    | 2003 -      |
| Don Merrick                                                    | Alan Stocks     | Sargento Detective   | 1x01 - 2x04 |
| Don Merrick                                                    | Alan Stocks     | Sargento Detective   | 2002 - 2004 |
| John Brandon                                                   | Tom Chadbon     | Jefe de Policía      | 1x01 - 2x04 |
| John Brandon                                                   | Tom Chadbon     | Jefe de Policía      | 2002 - 2004 |

## Episodios

### Primera temporada (2002)
| # | Título                | Fecha de estreno                                  | ## |
| --- | --------------------- | ------------------------------------------------- | -- |
| 1x01 | The Mermaids Singing  | 14 de noviembre de 2002 & 21 de noviembre de 2002 | 01 |
| El psicólogo clínico Tony Hill forma un equipo junto con la inspectora Carol Jordan para atrapar a un asesino torturador serial. Está basado en el libro homónimo de McDermid.                                                                                    |                       |                                                   |    |
| 1x02 | Shadows Rising        | 29 de noviembre de 2002 & 5 de diciembre de 2002  | 02 |
| Tony sospecha que hay un asesino en serie suelto cuando se descubren los cuerpos de dos jóvenes mujeres. Mientras tanto, la famosa pareja de TV Jack y Amanda Vance parecen intensificarse peligrosamente. Basado en la novela de McDermid The Wire in the Blood. |                       |                                                   |    |
| 1x03 | Justice Painted Blind | 12 de diciembre de 2002 & 19 de diciembre de 2002 | 03 |
| Cuando dos miembros del jurado de un importante caso de homicidio son asesinados de la misma manera, parece ser que alguien está haciendo justicia por cuenta propia.                                                                                             |                       |                                                   |    |

### Segunda temporada (2003)
| # | Título                | Fecha de estreno        | ## |
| --- | --------------------- | ----------------------- | -- |
| 2x01 | Still She Cries       | 17 de diciembre de 2003 | 04 |
| Un engañoso y peligroso asesino serial se obsesiona con Carol.                                                                                |                       |                         |    |
| 2x02 | The Darkness of Light | 21 de diciembre de 2003 | 05 |
| El descubrimiento de tres cuerpos quemados hace 500 años y un incendio en un hotel cercano señalan a un misterioso y secreto culto religioso. |                       |                         |    |
| 2x03 | Right to Silence      | 28 de diciembre de 2003 | 06 |
| Los socios de un jefe de gánsteres comienzan a ser asesinados uno por uno.                                                                    |                       |                         |    |
| 2x04 | Sharp Compassion      | 11 de enero de 2004     | 07 |
| Un asesino tiene como blanco a los pacientes del hospital Bradfield Cross.                                                                    |                       |                         |    |

### Tercera temporada (2005)
| # | Título                | Fecha de estreno      | ## |
| --- | --------------------- | --------------------- | -- |
| 3x01 | Redemption            | 21 de febrero de 2005 | 08 |
| Tony sospecha que hay un asesino en serie cuando se descubren los cuerpos de tres chicos.                                                                                                   |                       |                       |    |
| 3x02 | Bad Seed              | 28 de febrero de 2005 | 09 |
| El asesino recientemente liberado William MacAdam es el principal sospechoso de Tony cuando una serie de asesinatos aterroriza a Bradfield.                                                 |                       |                       |    |
| 3x03 | Nothing But the Night | 7 de marzo de 2005    | 10 |
| Tony se desconcierta por un asesino aparentemente equizofrénico, cuyos métodos fluctúan salvajemente.                                                                                       |                       |                       |    |
| 3x04 | Synchronicity         | 14 de marzo de 2005   | 11 |
| Un francotirador asesina al azar, dejando naipes en las escenas de los crímenes. Mientras tanto, Tony tiene que lidiar con su propia mortalidad cuando se le diagnostica un tumor cerebral. |                       |                       |    |

### Cuarta temporada (2006)
Hermione Norris no regresa como Carol Jordan en la cuarta temporada, pero permanece como personaje en los libros. Simone Lahbib de Bad Girls se une al elenco como la Detective Alex Fielding.
| # | Título                    | Fecha de estreno         | ## |
| --- | ------------------------- | ------------------------ | -- |
| 4x01 | Time to Murder and Create | 20 de septiembre de 2006 | 12 |
| Mientras Tony falla en atrapar al culpable de un caso de violación, comienza atacar la ciudad un sádico asesino serial.                                                                                                 |                           |                          |    |
| 4x02 | The Torment of Others     | 27 de septiembre de 2006 | 13 |
| El tétrico asesinato de una prostituta recuerda a una serie de asesinatos similares ocurridos hace unos años, cuyo autor está encerrado en un asilo mental. Está basado en la novela de McDermid The Torment of Others. |                           |                          |    |
| 4x03 | A Hole in the Heart       | 4 de octubre de 2006     | 14 |
| Tony queda traumatizado por el intento de suicidio de uno de sus estudiantes, mientras que una serie de muertes se ven involucradas con un culto suicida.                                                               |                           |                          |    |
| 4x04 | Wounded Surgeon           | 11 de octubre de 2006    | 15 |
| Tony no tiene duda alguna de que el primer asesino que había ayudado a atrapar, recientemente liberado de prisión, había comenzado a matar otra vez.                                                                    |                           |                          |    |

### Quinta temporada (2007)
| # | Título              | Fecha de estreno    | ## |
| --- | ------------------- | ------------------- | -- |
| 5x01 | The Colour of Amber | 11 de julio de 2007 | 16 |
| El Dr. Tony Hill y la Detective Alex Fielding sufren una carrera contra el tiempo cuando una joven es vista siendo secuestrada por un hombre en un auto.                                                                            |                     |                     |    |
| 5x02 | Nocebo              | 18 de julio de 2007 | 17 |
| Unos adolescentes son hallados muertos y parecen haber sido víctimas de un ritual homicida. Alex se siente disgustada por el cuidado de su propia familia y comienza a tener problemas con su hijo Ben.                             |                     |                     |    |
| 5x03 | The Names of Angels | 25 de julio de 2007 | 18 |
| Tony se enfrenta con una serie de rompecabezas cuando un asesino viola y estrangula a mujeres jóvenes de Bradfield. Además, el asesino las viste y las identifica como las mujeres que había asesinado varios años atrás en Europa. |                     |                     |    |
| 5x04 | Anything You Can Do | 1 de agosto de 2007 | 19 |
| El asesinato de una mujer mayor, asfixiada en su propio hogar, parece ser demasiado planeado como para ser un accidente o un robo.                                                                                                  |                     |                     |    |

### Episodio de 2008
- Prayer of the Bone

A diferencia de todos los demás episodios, este está ambientado en Texas.

## Sexta temporada (2008)
| # | Título                    | Fecha de estreno                        | ## |
| --- | ------------------------- | --------------------------------------- | -- |
| 6x01 | Unnatural Vices (parte 1) | 12 de septiembre de 2008                | 21 |
| El Dr. Tony Hill (Robson Green) trabaja junto a la Inspectora Alex Fielding (Simone Lahbib) para revelar la identidad de un asesino serial que captura, ata, tortura y luego come a sus víctimas mientras están con vida. |                           |                                         |    |
| 6x02 | Unnatural Vices (parte 2) | 19 de septiembre                        | 21 |
| El Dr. Tony Hill (Robson Green) trabaja junto a la Inspectora Alex Fielding (Simone Lahbib) para revelar la identidad de un asesino serial que captura, ata, tortura y luego come a sus víctimas mientras están con vida. |                           |                                         |    |
| 6x03 | Falls the Shadow          | 26 de septiembre - 3 de octubre de 2008 | 22 |
| Tony Hill (Robson Green) debe encontrar a un asesino serial que mata prostitutas y psicólogos experimentales en una secuencia específica. Está basado en la novela The Last Temptation por Val McDermid.                  |                           |                                         |    |
| 6x04 | From the Defeated         | 10 de octubre - 17 de octubre de 2008   | 23 |
| El Dr. Tony Hill (Robson Green) investiga junto con la Inspectora Alex Fielding (Simone Lahbib) una serie de secuestros y asesinatos, cuyas víctimas parecen ser también asesinos.                                        |                           |                                         |    |
| 6x05 | The Dead Land             | 24 de octubre - 31 de octubre de 2008   | 24 |
| Tony Hill debe resolver el caso de un asesino que mata personas indigentes mediante un ritual. |                           |                                         |    |

## Lanzamientos en DVD
En la Región 2 es distribuida por Revelation Films, en la Región 1 por Koch Vision y en la Región 4 por Magna.
| Nombre del DVD                            | Fecha de lanzamiento  | Fecha de lanzamiento    | Fecha de lanzamiento    |
| Nombre del DVD                            | Región 2              | Región 1                | Región 4                |
| ----------------------------------------- | --------------------- | ----------------------- | ----------------------- |
| Wire in the Blood - The Complete Series 1 | 5 de mayo de 2003     | 22 de junio de 2004     | 8 de junio de 2004      |
| Wire in the Blood - The Mermaids Singing  | 22 de marzo de 2004   | 11 de noviembre de 2003 | 16 de julio de 2003     |
| Wire in the Blood - Shadows Rising        | 22 de marzo de 2004   | 13 de enero de 2004     | 16 de julio de 2003     |
| Wire in the Blood - Justice Painted Blind | 22 de marzo de 2004   | 16 de marzo de 2004     | 16 de julio de 2003     |
| Wire in the Blood - Still She Cries       | N/A                   | 17 de agosto de 2004    | 14 de mayo de 2004      |
| Wire in the Blood - The Darkness of Light | N/A                   | N/A                     | 14 de mayo de 2004      |
| Wire in the Blood - Right to Silence      | N/A                   | N/A                     | 14 de mayo de 2004      |
| Wire in the Blood - Sharp Compassion      | N/A                   | N/A                     | 11 de junio de 2004     |
| Wire in the Blood - The Complete Series 2 | 5 de marzo de 2004    | 12 de julio de 2005     | 9 de septiembre de 2004 |
| Wire in the Blood - The Complete Series 3 | 6 de octubre de 2006  | 7 de febrero de 2006    | 1 de noviembre de 2005  |
| Wire in the Blood - The Complete Series 4 | 22 de octubre de 2007 | 5 de febrero de 2008    | N/A                     |
| Wire in the Blood - The Complete Series 5 | 7 de julio de 2008    | 10 de junio de 2008     | N/A                     |

## Nominaciones y premios
| Año  | Ceremonia               | Premios                                                        | Referencias |
| ---- | ----------------------- | -------------------------------------------------------------- | ----------- |
| 2006 | Premios Edgar Allan Poe | 'Mejor Episodio de Unitario Televisivo' - Guy Burt (Redención) | [ 2 ]       |
| 2005 | Premios Edgar Allan Poe | 'Mejor Lanzamiento de Miniserie Televisiva' - Alan Whiting     | [ 3 ]       |